# Superserien 2009
Die Superserien 2009 war die 19. Saison der höchsten American-Football-Liga in Schweden. Die Stockholm Mean Machines konnten den Titel verteidigen.

## Teilnehmer
Die sportlich abgestiegenen STU Northside Bulls hielten die Klasse durch den freiwilligen Rückzug der Göteborg Marvels. Ebenfalls freiwillig zogen sich die Limhamn Griffins zurück, so dass die Superserien mit nur sechs Teams in die neue Saison ging.

## Reguläre Saison
|    | Verein                  | Sp | G  | V  | Punkte | TD      | Diff. |
| -- | ----------------------- | -- | -- | -- | ------ | ------- | ----- |
| 1. | Carlstad Crusaders      | 10 | 10 | 0  | 20:0   | 490:195 | +295  |
| 2. | Stockholm Mean Machines | 10 | 08 | 02 | 16:04  | 372:154 | +218  |
| 3. | Djurgårdens IF          | 10 | 04 | 06 | 08:12  | 145:205 | −060  |
| 4. | Tyresö Royal Crowns     | 10 | 03 | 07 | 06:14  | 206:372 | −166  |
| 5. | Arlanda Jets            | 10 | 03 | 07 | 06:14  | 228:282 | −054  |
| 6. | STU Northside Bulls     | 10 | 02 | 08 | 04:16  | 194:427 | −233  |

Tyresö vor Arlanda aufgrund des direkten Vergleichs (27:13 und 35:15)

## Play-offs
|  | Halbfinale | Halbfinale              | Halbfinale |  |  | Endspiel | Endspiel                | Endspiel |
|  |            |                         |            |  |  |          |                         |          |
|  |            |                         |            |  |  |          |                         |          |
|  | 2          | Stockholm Mean Machines | 28         |  |  |          |                         |          |
|  | 3          | Djurgårdens IF          | 3          |  |  |          |                         |          |
|  |            |                         |            |  |  | 2        | Stockholm Mean Machines | 24       |
|  |            |                         |            |  |  | 1        | Carlstad Crusaders      | 20       |
|  | 1          | Carlstad Crusaders      | 68         |  |  |          |                         |          |
|  | 4          | Tyresö Royal Crowns     | 7          |  |  |          |                         |          |
|  |            |                         |            |  |  |          |                         |          |

## Aufstiegsrelegation
| Heimverein          | Gastverein            | Ergebnis |
| ------------------- | --------------------- | -------- |
| STU Northside Bulls | Kristianstad C4 Lions | 36:11    |
| Arlanda Jets        | Uppsala 86ers         | 44:10    |